# Булгаково (Чеховский район)
Булгаково — деревня в Чеховском районе Московской области, в составе муниципального образования сельское поселение Стремиловское (до 28 февраля 2005 года входила в состав Стремиловского сельского округа), деревня связана автобусным сообщением с райцентром и соседними населёнными пунктами.

## История
В 1812 году входила в состав Серпуховского уезда. По состоянию на 1816 год владельцами деревни были титулярная советница Анна Платонова Афросимова (6 дворов) и полковница вдова Марья Петровна Зверева (8 дворов).
В 1953 году около деревни была построена мини-ГЭС, в скором времени прекратившая работу из-за нерентабельности. На месте ГЭС ранее размещалась мельница.

## Население
| 2002 | 2006 | 2010 |
| ---- | ---- | ---- |
| 0    | ↗1   | ↘0   |

## География
Булгаково расположено примерно в 22 км на юго-запад от Чехова, у границы с Жуковским районом Калужской области, на левом берегу реки Нары, высота центра деревни над уровнем моря — 153 м.